# Ilha Adelaide
A  Ilha Adelaide ou Isla Adelaida ou Isla Belgrano, é uma grande ilha de 44663 km2, coberta de gelo e com 139 km  de comprimento por 37 km de largura, situada ao norte da Baía Margarida e na costa oeste da Península Antártica do Território Antártico Britânico. A Ilha Adelaide está localizada em 67° 15′ S, 68° 30′ O.
A Ilha Adelaide foi descoberta em 1832 por uma expedição britânica sob o comando de John Biscoe. A ilha foi pesquisada pela primeira vez pela expedição antártica francesa (1908-1910), comandada por Jean-Baptiste Charcot.

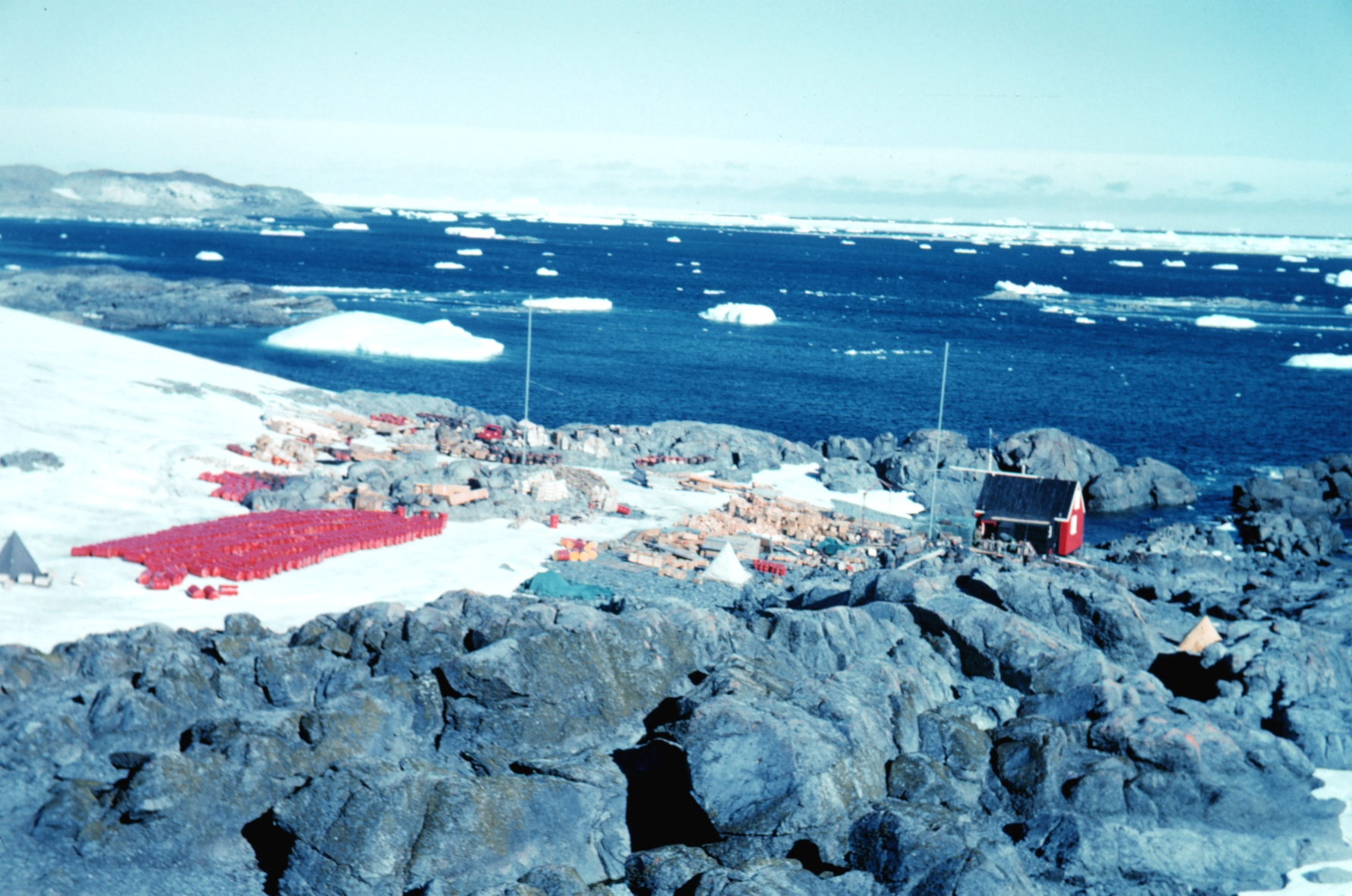
Base Adelaide, em fevereiro de 1962

A origem do nome da ilha não é conhecida. Registros britânicos indicam que Charcot batizou a ilha de  "Terra de Adelie" após encontrar um enorme número de pinguins-de-adélia que viviam em suas costas (os pinguins receberam esse nome em homenagem à esposa de Dumont d'Urville). Contudo, tornou-se Ilha Adelaide pela expedição britânica da Terra de Graham (1934-37). Acredita-se também que a ilha fora nomeada pelo próprio Biscoe em homenagem à Rainha Adelaide do Reino Unido.
A ilha possui duas bases. A antiga Base da Ilha Adelaide (também conhecida como Base T) foi criada pelo Falkland Islands Dependent Survey (FIDS), que posteriormente tornou-se o British Antarctic Survey. A base foi fechada devido a uma instabilidade de algumas geleiras e as operações foram transferidas para a nova Base Rothera em 1976. A velha base do BAS foi transferida para as autoridades chilenas em 1984, quando foi renomeada Base Antártica Tenente Luis Carvajal Villaroel. A estação desde então tem sido usado como uma estação de verão pelos chilenos. No entanto, as geleiras e a 'rampa' para a estação a partir do planalto tornou-se tão instável, que a  Força Aérea Chilena (FACh) cessou todas as atividades ali. A Marinha Chilena têm visitado a estação quase todo verão para garantir que a mesma está em bom estado de conservação. Funcionários da BAS também visitam a estação durante o inverno, quando o acesso é mais fácil a partir do planalto.
Devido ao longo período de tempo em que tem sido visitada e estudada, a ilha está bem mapeada.